# Gapé-Kpodji
Pour les articles homonymes, voir Kpodji.
 (février 2021).
 (mai 2021).
Gapé-Kpodji est une localité située au sud du Togo, dans la Région maritime et la préfecture du Zio, à 80 km de la capitale Lomé et 43 km de Tsevie, chef lieu du canton de Gape-Kpodji.

## Histoire
Gapé est un village ewe situé au nord de la capitale du Togo.

## Climat
Gapé-Kpodji possède un climat de savane de type Aw selon la classification de Köppen, avec une température moyenne annuelle de 27,3 °C et des précipitations d'environ 692,3 mm par an, plus importantes en été qu'en hiver. Le village est traversé par la rivière Zio.

## Population
Le nombre d'habitants est d'environ 1 600 habitants.

## Économie
Le village vit principalement de l'agriculture.

## Infrastructures
Gapé-Kpodji est doté d'une école primaire publique, d'un collège d’enseignement général et d'une unité de soins primaires (USP3).